# Apódema
Apódema é a designação dada às apófises internas do exosqueleto da maioria dos artrópodes, constituídas por estreitas protuberâncias de material quitinoso que suportam os órgãos internos e constituem os pontos de inserção para os músculos. A estrutura constitui o endosqueleto daqueles invertebrados animal, sendo aproximadamente seis vezes mais resistente e duas vezes mais rígida que um tendão de um vertebrado com igual espessura. Tal como os tendões, os apódemas podem ser alongados para armazenar energia elástica para saltar, especialmente nos gafanhotos.